# مارك أ. كيارني
مارك أ. كيارني (بالإنجليزية: Mark A. Kearney)‏ هو قاضي ومحامي أمريكي، ولد في 5 أغسطس 1962 في فيلادلفيا في الولايات المتحدة.